# Große Baumratte
Die Große Baumratte (Chiruromys forbesi) ist ein Nagetier aus der Gattung Chiruromys, das auf Neuguinea vorkommt. Sie ist endemisch in den Hügelwäldern im Südwesten von Neuguinea in Höhenlagen bis 700 m und auf den Inseln Fergusson, Goodenough und Normanby in Höhenlagen bis 1300 m. Die Tiere auf diesen Inseln sind etwas größer als jene vom Festland, insbesondere die Population von Goodenough. Die Große Baumratte ist eine mittelgroße, auf Bäumen lebende Rattenart. Sie hat dunkle, überlappende Schwanzschuppen und einen Greifschwanz. Sie ist die größte Art der Gattung Chiruromys. Die Kopf-Rumpflänge beträgt 134 bis 161 mm, die Schwanzlänge 210 bis 235 mm, die Hinterfußlänge 30 bis 37 mm, die Ohrenlänge 11,0 bis 22,2 mm und das Gewicht 100 bis 122 Gramm.

## Weblink
- Chiruromys forbesi in der Roten Liste gefährdeter Arten der IUCN 2013.2. Eingestellt von: Leary, T., Wright, D., Hamilton, S., Singadan, R., Menzies, J., Bonaccorso, F., Helgen, K., Seri, L., Allison, A. & Aplin, K., 2008. Abgerufen am 31. Dezember 2013.